# Leonarde Brändström
Leonarde Carl Johannes Brändström, född den 22 mars 1981 i Stockholm, är en åländsk sångare, dansare och skådespelare som har varit mest aktiv i Finland. Brändström är en av ett fåtal professionella musikalartister som är från Åland.
Han var den första mottagaren av lilla Solveig-priset 2003.
Medverkade i musikalen EVITA i Åbo Svenska Teater 2008-2009. 
I början av 2012 spelade Leonarde rollen som Agustín Magaldi i musikalen EVITA på turné i Danmark på danska.
Leonarde har medverkat i ett flertal konserter på Åland. Bland annat Röster För Östersjön 2009, 2010, 2011 och Rhapsody in Rock 2004.